# Хунтайцзи
Хунтайцзи (также известен как Хуантайцзи и Абахай; 28 ноября 1592—21 сентября 1643), восьмой сын Нурхаци — основателя маньчжурского государства. Пока был жив отец, ходил с ним в военные походы; после смерти отца, не назначившего наследника, в сентябре 1626 года был избран великим ханом (то есть императором). Именно Абахай своим указом 1635 года повелел сменить название народа с чжурчжэней на маньчжуров: «племена маньчжоу, хада, ула, ехэ и хойха подлежит считать единым государством — Маньчжоу, и что невежественные люди их называют чжушенями, но название чжушень относилось только к потомкам чаоморгеньских сибо».
Существует мнение, что имя Абахай — неверное: он никогда не упоминался под этим именем в маньчжурских и китайских источниках; предполагается, что оно основано на ошибке русского китаеведа В. В. Горского. Согласно другому мнению, имя Абахай выводится из монгольского Абакай — почётного имени, дававшегося младшим сыновьям монархов. Оно соответствует известному монгольскому титулу хунтайджи (в китаизированной форме хунтайцзи или хуантайцзи, под которым известен этот хан). «Абахай» может быть также частью девиза правления на маньчжурском языке (Абкай суре, или Тяньцун 天聰 — «Покорный Велению Неба»). Существует также мнение, что ханское имя Абахай — результат путаницы, так как в западных исследованиях под этим именем известна любимая наложница Нурхаци.

## Биография

### Укрепление маньчжурского государства

Изображение императора Абахая на сувенирной монете

В начале XVII века Маньчжурия, населённая различными тунгусо-маньчжурскими племенами, образовала самостоятельное государство под главенством кн. Нурхачу (Нурхаци) из клана Маньчжу, по имени которого и получила своё название. Одновременно с подчинением себе ближайших маньчжурских уделов, этот род вступил в борьбу с Китаем, где в то время царствовали императоры Минской династии. В несколько лет Нурхачу завоевал Ляодун, за исключением побережья Чжилийского залива (от берега моря до Иншаньских гор). Его сын Абахай, наследовавший ему в 1627 г., продолжил войну с Китаем с ещё большим успехом.
Абахай подчинил ещё остававшихся независимыми чжурчжэньских вождей. С 1629 года по начало 1640-х годов Абахай совершил около десяти походов на соседние племена. При этом он продолжал строить маньчжурское государство: в 1629 году была введена китайская экзаменационная система для будущих чиновников и военачальников, организован Секретариат, ведущий государственное делопроизводство, а в 1631 году — система «шести ведомств», аналогичная существующей в то время в Китае. На ряд должностей были назначены китайские чиновники-перебежчики.
Он подчинил себе северную часть Маньчжурии, покорил зависимые от Китая монгольские княжества: Хорчин, Найман, Аохан, распространил своё влияние на земли чахаров, совершил удачный поход на Корею и предпринял смелый набег на Пекин, через Харахотунь и проход Сыфынь-коу в Великой стене. Китайской армии был нанесён чувствительный урон, и Абахай осадил столицу. Однако, опасаясь за свой тыл, он был вынужден снять осаду и возвратиться в Маньчжурию. После этого в течение нескольких лет он посылал сильные конные отряды, которые проникают вглубь Китая через проходы в Великой стене: Губейкоу, Душикоу, Нанькоу (Цзюйюн-гуань), Гуйхоу-чэнь и др. Сильные отряды доходили даже до Цзинаньфу и Янь-чжоу-ву.
Поход маньчжуров на Китай в 1627 году под руководством самого Абахая не дал ощутимых результатов. Поскольку Корея, как вассал Китая, всячески поддерживала династию Мин, маньчжуры вторглись в эту страну, начались массовые убийства и грабежи. Корейский ван был вынужден уступить силе, заключить мир с Маньчжоу, уплатить ему дань и наладить торговлю с победителями.
В связи с укреплением китайской обороны, для завоевания северного Китая нужно было обойти район Ляоси (часть Ляонина к западу от реки Ляо), а это было возможно только через южную Монголию. Абахай привлёк на свою сторону многих монгольских правителей и поддержал их в борьбе против Лигдэн-хана — правителя Чахара, пытавшегося восстановить империю Чингис-хана. В обмен на это Абахай обязал монгольских правителей участвовать в войне против Китая. Уже в 1629 году конница Абахая обошла крепости Ляоси с запада, прорвалась через Великую стену и оказалась у стен Пекина, где началась паника. С богатой добычей маньчжуры ушли назад.

### Начало покорения Монголии и основание империиЦин

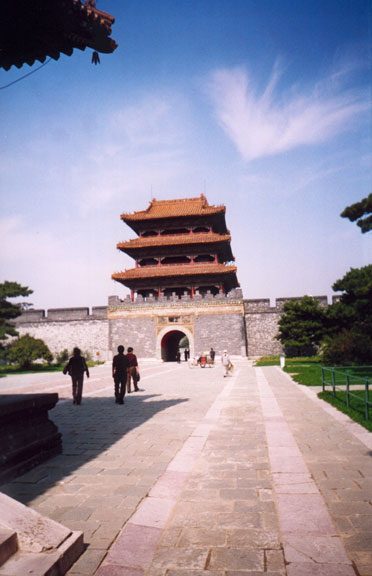
Вход в шэньянский парк, где захоронен Абахай.

Присоединив к своим войскам монгольскую конницу, Абахай в 1632 году совершил поход против Чахара. Маньчжуро-монгольские войска захватили в плен и увели с собой большое число чахарцев, нанеся невосполнимый урон могуществу Лигдэн-хана. Начался массовый переход чахарских феодалов на сторону маньчжуров, достигший своего пика в 1634 году, когда Лигдэн-хан умер от оспы. После этого главы южномонгольских княжеств попросили Абахая принять титул монгольского великого хана (богдыхан). Кроме того, после разгрома Чахара родственники Лагдэн-хана передали ему печать (точное происхождение которой не установлено), о которой говорили, что это императорская печать империи Юань.
5 мая 1636 года Абахай дал своему государству новое название — Цин (Чистое) — как противопоставление соседнему китайскому государству Мин (Светлое). К титулу «император» (хуанди) Абахай присоединил его монгольский аналог — титул «богдыхан», который поднес ему ряд князей южной Монголии. В российском архиве сохранились переводы указа Абахая, в котором говорилось, что в случае падения маньчжурской династии монголы вернутся к своим прежним законоположениям, то есть обретут независимость.
В связи с прошедшими изменениями был принят новый девиз правления — «Чундэ» («Накопленная благодать»).
В ноябре 1637 г. во главе стотысячной армии Абахай совершил поход в Корею, окончившийся заключением договора, по которому корейский ван отказался от союза с Китайской империей.

### Подготовка к завоеванию Китая
В результате набегов маньчжуры выяснили, что, хотя вся горная полоса, прикрывающая провинцию Гирин с севера и запада, вполне проходима для войск, полного успеха здесь достигнуть нельзя, пока прибрежный участок (Ляоцзи), через который пролегает наиболее удобная дорога, не будет принадлежать маньчжурам, иначе китайские войска, в ней сосредоточенные, не перестанут угрожать тылу маньчжурской армии. С большими усилиями и потерями были взяты защищавшие Ляоцзи крепости: Бицзягань, Ташань, Синьшань, Сяолиньхэ, Суньшань и Цзиньчжоу. Оставалось овладеть Шаньхайгуанем. Китайская империя, раздираемая внутренними смутами, находилась на краю гибели, вспыхивали восстания. Один из мятежных вождей, Ли Цзычэн, собрав значительный отряд, овладел главными городами в бассейне Жёлтой реки, после чего двинулся на Пекин, который взял в 1643 г. без особых усилий. Минский император повесился на собственном поясе, и Ли Цзычэн стал правителем Небесной империи.
В то же время, северо-восточная часть провинции Гирин, где были сосредоточены преданные династии Мин войска под началом опытного и энергичного полководца У Саньгуя, оставалась не завоёванной. Ли Цзычэн с одной стороны и Тайцзун — с другой посылали У Саньгую самые лестные предложения. Последний предпочёл союз с маньчжурами с целью низвергнуть Ли Цзычэна и восстановить законный порядок в Китае. Он предоставил маньчжурской армии проход через Шаньхайгуань. Позже союзники разбили Ли Цзычэна, выступившего к ним навстречу, при Юнцинфу (1644 г.).
В 1637 году, после упорного сопротивления, Корея была вынуждена покориться, стать вассалом Цинской империи и разорвать отношения с Китаем.
С 1629 по 1643 года маньчжуры совершили с южномонгольского плацдарма восемь набегов на северный Китай. В итоге было взято и разорено более 150 городов, убито и ранено несколько миллионов человек.
В 1643 году Абахай умер. Его смерть была скоропостижной и породила слухи об отравлении. На цинский престол был возведён сын Абахая, шестилетний мальчик Фулинь с девизом правления «Шуньчжи». Ввиду его малолетства государством правили два князя-регента: его дяди Доргонь и Цзиргалан.

## Семья
- отец: Нурхаци
- мать: императрица Монго из рода Ехэхара
- выдающиеся супруги:

1. Императрица Сяодуаньвэнь (孝端文皇后), личное имя — Джэрджэр, дочь Манджушри-нойона из монгольского рода Борджигин
2. Императрица Сяочжуанвэнь (孝莊文皇后), личное имя — Бумбутай, дочь Дзайсан-нойона из монгольского рода Борджигин
3. Супруга Чэнь, личное имя — Хэланьцзу, дочь Дзайсан-нойона из монгольского рода Борджигин

- сыновья:

1. Хаогэ (1609—1648)
2. Логэ (1611—1621)
3. Гэбохуэй или Лобохуэй (1611—1617)
4. Ебушу (1627—1690)
5. Сосэ (1628—1655)
6. Гаосэ (1637—1670)
7. Чаншу (1637—1699)
8. рано умерший восьмой сын (1637—1638)
9. Фулинь (1638—1661)
10. Таосэ (1639—1695)
11. Бомбогор (1642—1656)

- четырнадцать дочерей